# Josef Jobst
Josef Jobst (* 1948 in Ernsthofen) ist ein österreichischer Künstler.

## Leben und Wirken
Bereits in der Grundschule fiel sein Zeichentalent auf, er gewann 1961 den Bundesjugendmalwettbewerb. Obwohl ihm die Kunstakademie empfohlen wurde, besuchte er die Bundesgewerbeschule (HTL Hochbau), und er absolvierte Holz- und Linolschnitt bei L. Balczarek und assistierte Bühnenbildner Jean-Philippe Christophe. Beruflich nutzte er sein Zeichentalent als planender Baumeister, bis er nach schweren gesundheitlichen Problemen endgültig zum freischaffenden Künstler wurde. Er lebt und arbeitet seit 1990 in Allhaming, Oberösterreich.
Jobst zeichnet und malt von realistisch bis abstrakt quer durch alle Ismen und Stile, verwehrte sich immer dem Mainstream und lässt sich ganz bewusst weder ein- noch zuordnen.

## Werke
Werke von Jobst befinden sich u. a. in der Kunstsammlung des Landes Oberösterreich, im Museum des 21. Jahrhunderts in Chouze sur Loire, Barcelona Museum für zeitgenössische Kunst (MACBA), Smithonian Museum of Art Washington, Global Health Institute Atlanta, World Health Organization Geneva, Beppu Art Museum Japan, Finding Wings Center for Healing, Paloma Beach, CA, und in vielen Privatsammlungen.

## Ausstellungen
Werke von Jobst wurden im Rahmen von Einzel- und Gruppenausstellungen in Galerien, Museen und Veranstaltungsorten im In- und Ausland ausgestellt.

### Auswahl
- 2010 Boxheart Gallery, Pittsburgh, USA
- 2010 Desotorow Gallery, Savannah, USA
- 2010 Factory Gallery, London, GB
- 2010 Galeri Aswara, Kuala Lumpur, MA
- 2010 JFK Center of Art, Washington, USA
- 2011 AKH Linz, AUT
- 2011 Apwarts Gallery, New York, USA
- 2011 Artists for Freedom Ludwigshafen, GER
- 2011 Contemporary Art Gallery, NY, USA
- 2011 Pathotel Ludwigshafen, GER
- 2011 Pond House Gallery, NY, USA
- 2011 Stadsgaleri Breda, NL[2]
- 2011 That Gallery, Hongkong
- 2012 ContArt Zurich, CH
- 2012 IAC Kefalonia, GRE
- 2012 MEK Gallery, Cordoba, ARG
- 2012 Pathotel Ludwigshafen, GER
- 2012 V International Art Biennale Beijing, CHI
- 2013 Clubgalerie u/hof Linz, AUT[3]
- 2013 S.Maria di Salla, IT
- 2013 Stadtregal Ulm, GER
- 2014 Art Revolution WTC Taipeh, Taiwan
- 2014 CC Shangri La, Shanghai, CHI
- 2014 VI International Art Biennale Beijing, CHI
- 2015 City Galerie Stuttgart, GER
- 2015 Egilmez Gallery Istanbul, TR
- 2015 Fortezza da Basso Firenze, ITA
- 2015 Schlossgalerie Steyr, AUT
- 2016 Art Expo Mumbai, IND
- 2016 B7 Moscow, RUS
- 2016 Palazzo Cortese, Roma ITA
- 2017 Art Revolution 2017 Taipeh, Taiwan
- 2017 Villa Pozzi Salerno, ITA
- 2017–19 Travelling Show Awardees ART2017 Taipeh, Taiwan
- 2018 CICA Museum, Gimpo, Korea
- 2019 „A.R.T.2019“ Art Revolution, Taipeh, Taiwan
- 2019 Gallery M50 Shanghai, CHI
- 2019 Zhang Xiao Gallery Chongqing, CHI

## Auszeichnungen
- 2007 Derwent Drawing Art Award London
- 2008 BOS-Award International Red Cross Winter Exhibition Tallinn
- 2009 Nominiert für den European Art Prize Figurative Painting[4]
- 2009 Runner-up EcoArt Award, London
- 2010 Runner-up Masterpieces 2010, Kuala Lumpur, Malaysia
- 2010 Art/Prize Inter/National/Painting USA
- 2011 Winner Only Originals Fine Art Arizona, USA
- 2012 Winner Concurso Obras Pequeno Formato Cordoba, Argentina
- 2013 International Syrlin Art Prize 2014 Germany
- 2017 International Artist Grand Prize Award 2017 Taiwan

## Publikationen
- Walter Szeemann (Hrsg.) Recyclism by Josef Jobst Edition Artearea 1997
- Kathy Augustine (Hrsg.) Abstractions2010 New Art Review 2010, US
- Gert-Jan van den Bemd (Hrsg.) Symbiose Grand Foulard 2011, Breda, NL
- Wu Changjiang (Hrsg.) Memory and Dream Federation of Art Circles Beijing 2014